# DI-GATA Defenders
Di-GATA Defenders (em Portugal, Defensores de Di-Gata) é uma série animada canadense de ação, fantasia e ficção científica criada por Greg Collinson e produzida pela Nelvana.
O desenho com características de anime fala de um grupo de jovens que utilizam criaturas em combates vindas de cubos.
Em Portugal a série foi exibida no Canal Panda. No Brasil a série teve uma rápida passagem pela Cartoon Network estreando em 2009, com uma dublagem feita pelo estúdio Centauro.

## História
A série segue as viagens e aventuras de seis adolescentes do reino de RaDos, que fazem parte de uma organização chamada de Di-Gata Defensores. Sua missão é vencer as facções do malvado Lord Nazmul.